# Distrito de Sinsicap
El Distrito de Sinsicap es uno de los diez distritos de la Provincia de Otuzco, ubicada en el Departamento de La Libertad, bajo la administración del Gobierno regional de La Libertad, en el Perú.
Desde el punto de vista jerárquico de la Iglesia católica forma parte de la Arquidiócesis de Trujillo.

## Historia
El nombre de Sinsicap deriva de «Shin Shi» (fuerte, generoso) y de «Kap» (clima), es decir pueblo de clima fuerte y generoso.
Sinsicap fue fundado oficialmente el 2 de julio de 1554 por Juan Sandoval y Guzmán, siendo dedicado a la Virgen de la Visitación patrona del pueblo. Doña Florencia de Mora dejó en libertad y dueños de las tierras a los sinsicapinos.
El Libertador Simón Bolívar le dio la categoría de pueblo, ratificado y elevado a distrito por el presidente Ramón Castilla, el 25 de abril de 1861. 
En 1890 en el gobierno de Remigio Morales Bermúdez se le otorga la categoría de «Villa», reconociendo los méritos de los patriotas sinsicapinos en favor de la independencia del Perú

## Geografía
Abarca una superficie de 452,95 km² y está ubicado a 62 km de la ciudad de Trujillo.

## División administrativa

### Caseríos
- Llaguén (centro poblado)
- San Ignacio (centro poblado)
- Yerbabuena
- Purrupampa
- Parrapós
- Oscol
- La Florida
- Rasday
- Chuite
- Iripiday
- Cuchanga
- San Miguel
- La Florida
- Chapigorral
- Pampa los Quinuales
- Callunchas
- Quirripe
- Celavin
- Membrillar
- Miragón
- Caluara
- maymall
- cuchanga
- Granero
- Shilte

## Autoridades

### Municipales
- 2019 - 2022[2]
  - Alcalde: Ántero Perciliano Reyes Julca, de Alianza para el Progreso.
  - Regidores:

  1. Santos Gilmer Llapo Pascual (Alianza para el Progreso)
  2. Luz Aracely Castillo Gonzáles (Alianza para el Progreso)
  3. Auner Zavaleta Ulco (Alianza para el Progreso)
  4. Ronald Iván Fabián Sacramento (Alianza para el Progreso)
  5. Ademar Rubio Sandoval (Fuerza Popular)

Alcaldes anteriores
- 2007 - 2010: Santos Abercio Reyes Pascual, del Partido Aprista peruano.
- 2011 - 2014:[3] Manuel Jesús Vega Polo, de Súmate - Perú Posible.
- 2015 - 2018: Manuel Jesús Vega Polo, de Restauración Nacional.

### Policiales
- Comisario: Mayor PNP.

## Festivales
- Festival del Membrillo Ecológico de Sinsicap, el año 2012 se realiza el XII Festival del Membrillo Ecológico de Sinsicap. El evento toma lugar del 19 al 21 de octubre en la Plaza de Armas del distrito de Sinsicap, provincia de Otuzco.[4]
- Festividad de la fiesta de las cruces mayo.
- Fiesta de la virgen de la Visitación.

## Festividades
Tanto fijas como móviles:
- 6 de enero: Bajada de Reyes.
- Febrero: Carnavales.
- Abril: Semana Santa.
- 1, 2 y 3 de mayo: Día de las Cruces.
- 1, 2 de julio:  Virgen de la Visitación - Fiesta Patronal.
- 29, 30, 31 de julio: San Ignacio de Loyola (Patronal de San Ignacio - Sinsicap).
- Octubre (fecha movible): Señor de los Milagros y Festival del Membrillo.